# Ковач, Дезидерий Фёдорович
Дезиде́рий Фёдорович Ко́вач (27 октября 1934, Мукачево, Чехословакия — 8 июля 2022, Москва, Россия) — советский футболист, полузащитник, тренер. Мастер спорта СССР (1958), заслуженный тренер Молдавской ССР.

## Биография
Этнический венгр, родился в городе Мукачево, входившем в тот момент в состав Чехословакии. В 14 лет Ковача заметил тренер Карел Сабо, через два года поставил в состав «Искры» Мукачево, в 1955 году пригласил в «Спартак» Ужгород. Осенью 1955 года Ковач был призван в армию и перешёл в ОДО Львов. В мае 1958 года по рекомендации старшего тренера львовской команды Алексея Гринина перешёл в ЦСК МО, но из-за большой конкуренции за 2,5 года провёл около 30 матчей. В 1961 году перешел в «Локомотив», где практически сразу получил тяжёлую травму — разрыв мышцы бедра. Лечился в Мукачево, думал о переходе на тренерскую работу. Но вышел в составе ужгородского «Спартака» в гостевом матче против клуба «Татран» (Прешов) и по приглашению Василия Соколова перешёл в «Молдову», где отыграл 4 сезона. В 1966 году выступал за «Трактор» Волгоград. в 1967 — за «Энергию» Тирасполь, где и завершил карьеру игрока. Вернулся в Кишинёв, где более 15 лет работал в ДЮСШ «Молдова». Среди воспитанников Ковача его сын Валентин. После перехода Валентина в 1982 году в ЦСКА Дезидерий до 1996 года работал тренером в армейской СДЮШОР. Был первым тренером Игоря Акинфеева.
Скончался на 88-м году жизни.